# Картопляний суп

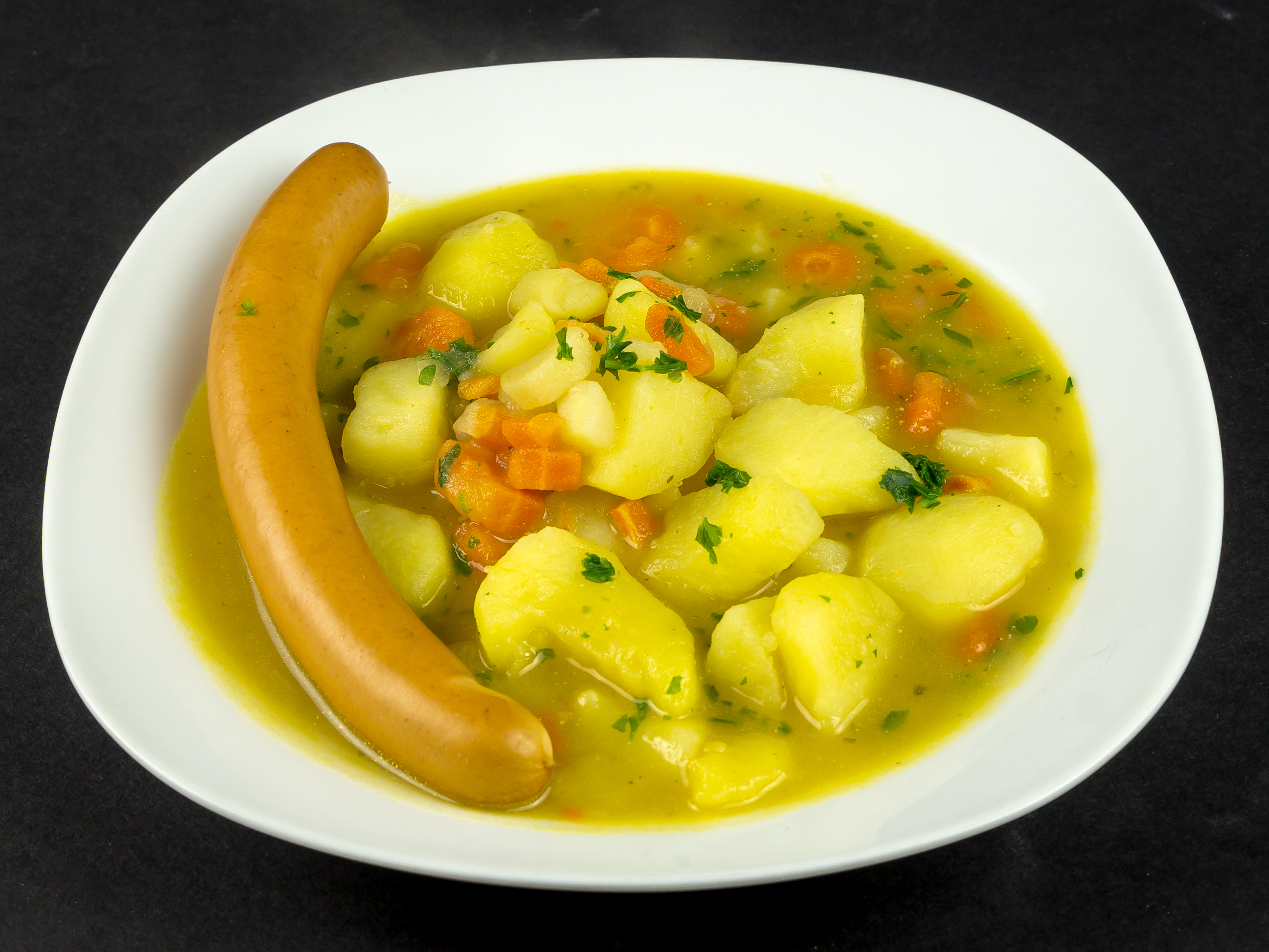
Рейнландський картопляний суп, сервірований с боквурстом

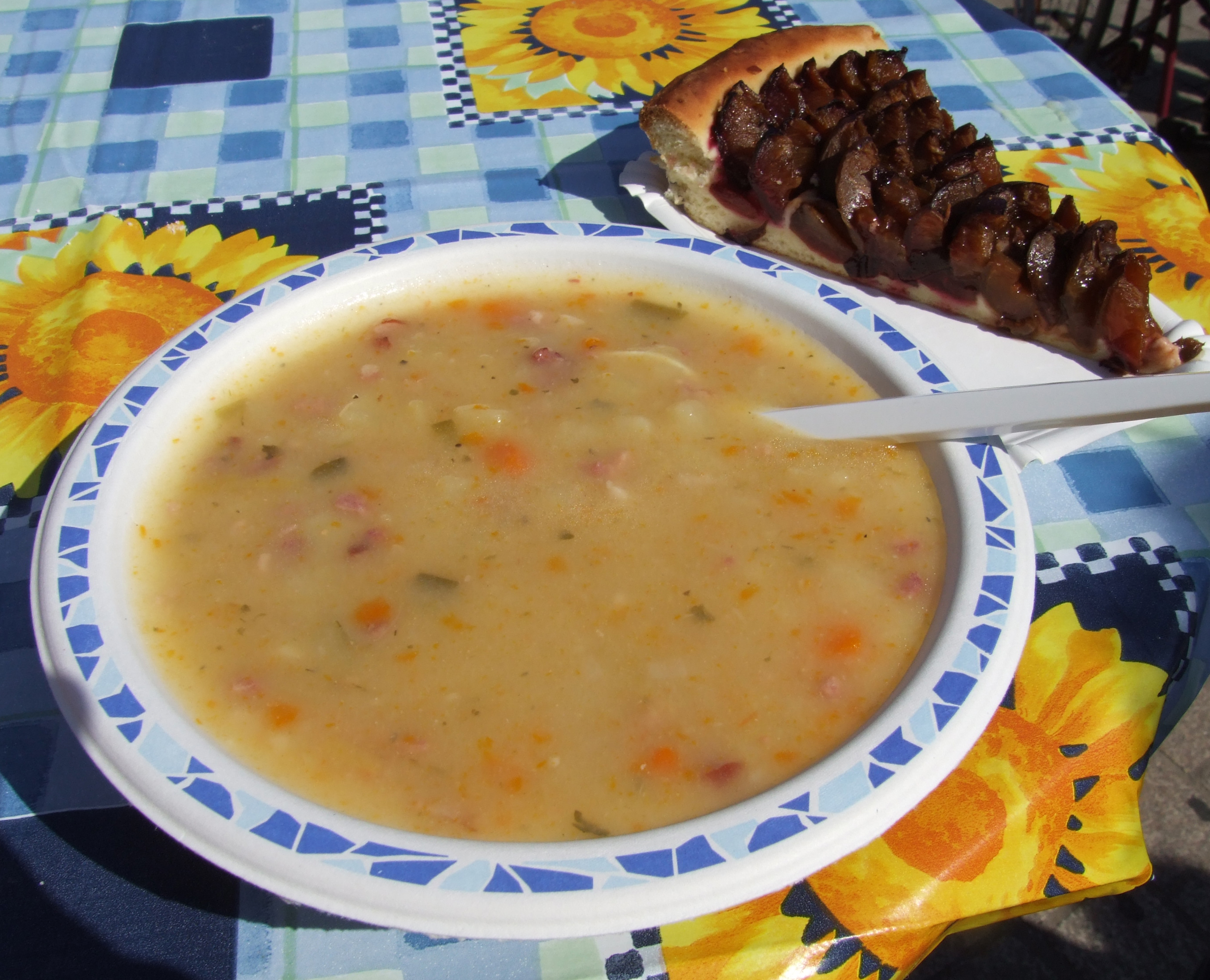
Картопляний суп з сливовим пирогом

Його вміє готувати Ангела Меркель, для мільйонів німців це одна з трьох улюблених страв.
Картопля́ний суп (нім. Kartoffelsuppe) — традиційний суп в німецькій та австрійській кухні з картоплею як основним продуктом. При густій консистенції страва називається картопляним айнтопфом.
Рецепти картопляного супу розрізняються по регіонах. Зазвичай картопля відварюється разом з іншими овочами, наприклад, морквою, селерою та ріпчастою цибулею в підсоленій воді або бульйоні. Овочі в картопляний суп беруть залежно від сезону. Коли картопля звариться, її розминають в пюре за допомогою товкачки. Залежно від рецепту в картопляний суп додають кубики шпику, смажену цибулю та свіжу петрушку. В якості прянощів також використовують іншу зелень, капсикум і чорний перець. До картопляного супу часто подають боквурст, віденські сосиски, тефтелі, печінкову, мисливську та інші види ковбаси, а також хліб або булку, які кришать в суп.
У Північній Німеччини картопляний суп в злегка різних рецептах є стандартним стравою, яку готують вдома. Мекленбурзький картопляний суп називається «картопля зі сливою», в нього крім овочів додають касселер або бекон та чорнослив. Такий оригінальний смак сильно солоного картопляного супу з солодкими добавками крім Мекленбургу люблять в Шлезвіг-Гольштейні. У баденській кухні, особливо в Південному Бадені і Середньому Верхньому Рейні картопляний суп їдять в сезон збору сливи з сливовим пирогом. У Пфальце і Саарі картопляний суп їдять як зі сливовим пирогом, так і з кнедлями. У Швабії картопляний суп їдять з яблучним пирогом.
Під час передвиборчої кампанії 2009 року федеральний канцлер Ангела Меркель на каналі RTL повідомила, що вміє готувати картопляний суп і любить справжній айнтопф  .